# Caribbean Regional Information and Translation Institute
Het Caribbean Regional Information and Translation Institute (CRITI) is een Caribische instelling, met vestiging in Paramaribo, Suriname.
Het instituut werd in januari 2008 opgericht om regionale integratie, samenwerking en handel te bevorderen met behulp van vertalingen. Het levert vertalingen voor het gehele Caribische gebied van technische en officiële documenten in het Nederlands, Engels, Frans en Spaans, de vier beoogde officiële talen van de Caricom. In 2013 werd de Nederlandse vertaling van het Verdrag van Chaguaramas voltooid en in 2016 de vertaling in het Frans. Het Nederlands en Frans zijn uiteindelijk niet als officiële talen geïmplementeerd.
De huur van de kantoorruimte boven Digicel aan de Henck Arronstraat komt voor rekening van Suriname; in 2012 was dit een bedrag van 81.000 SRD (toen circa 20.000 euro). De operationele kosten worden betaald door de Caricom. In de jaren 2010 was oud-minister Henk Alimahomed de directeur. In 2014 tekende hij een overeenkomst met de Europese Unie om het instituut te versterken. Het fonds van 1 miljoen euro was bestemd voor de vergoeding van de operationele kosten en om het proces in gang te zetten om CRITI om te vormen naar een zelfstandig bedrijf. Aan het instituut zijn lokaal zes en wereldwijd 50 vertalers verbonden.